# Копков, Александр Андреевич
Алекса́ндр Андре́евич Копко́в (1907—1942) — советский писатель и драматург.

## Биография
Родился в деревне Тимонино Даниловского уезда Ярославской губернии (ныне Некрасовский район Ярославской области) в 1907 году. В 1926 году переехал в Ленинград, до 1930 года работал штукатуром. С 1931 года — профессиональный литератор.
Работал в 20-е — 30-е годы. Был широко известен. Попал в опалу и был репрессирован.
 
Во время блокады жил в чулане Дома писателей. В марте 1942 года попытался добраться до родной деревни, но умер в пути, не дойдя до неё двух километров.

### Творчество
Театроведы, литературные критики и даже коллеги-писатели пророчили ему большое будущее: например, Максим Горький назвал Копкова (наряду с Исааком Бабелем) «одной из самых ярких фигур советской литературы и драматургии». Но тем не менее в 1940 году постановлением партии Копков был признан антисоветским элементом, а его произведения попали в список запрещённых.
Как драматург, Копков написал всего две пьесы (больше просто не успел): «Слон» (1932 г.) и «Царь Потап»

«Слона» периодически ставили, так впервые, он был поставлен в Пермском Государственном Драматическом Театре в 1978 году. Режиссёр спектакля Б.А Филиппов, художник А.Л. Окунь. «Царь Потап» в советское время практически нигде не шёл. И это было 
не только из-за вышеупомянутого «партийного» запрета. Впервые эта пьеса была принята к постановке в 1938 году в ленинградском Большом Драматическом Театре, которым тогда руководил трижды лауреат Государственной премии СССР знаменитый актёр Борис Бабочкин. Первым Потапом Урловым стал Виталий Полицеймако, а Павла сыграл народный артист СССР Ефим Копелян. Актёр вспоминал, что его мечтой была роль Потапа, но ..., пьесу запретили. Бабочкин вынужден был снять спектакль с репертуара, ведь его постановщикам грозили сталинские лагеря. Самому же Бабочкину спасло жизнь только то, что в кино он уже сыграл Василия Ивановича Чапаева. Но поста художественного руководителя БДТ за этот спектакль он всё же лишился.

При Хрущёве («хрущёвская оттепель») запрет на постановку «Царя Потапа» был снят — но и тогда театры опасались включать в репертуар пьесу, поскольку её содержание было «двойственным». 

И только сравнительно недавно «Царя Потапа» начали ставить в театрах постсоветского пространства. Как отмечают критики, 
удачными среди них можно назвать лишь постановки «Потап Урлов» Одесского ТЮЗа и «Хуторяне» Государственного Донского казачьего театра.

### Память
Пьесы Александра Андреевича Копкова ставятся до сих пор, в самых различных театрах: 
- Театр «Тихого реализма» (Одесский ТЮЗ)[4][5];
- «Царь Потап» — Государственный Донской казачий театр[1]
- «Золотой слон» — Казанский государственный академический русский Большой драматический театр имени В. И. Качалова
- «Золотой слон» — Театр «Без вывески»[6]
- «Слон» — Московский Губернский театр (2015 год)
- «Золотой слон» — Архангельский театр драмы имени М.В. Ломоносова (2017 год)
- «Слон» — Московский театр юного зрителя (2018 год)
- «Слон» — Брянский областной театр драмы имени А. К. Толстого (2022 год)[7]
- и другие.

В 2017 году отмечалась памятная дата по Некрасовскому району - 110 лет со дня рождения Александра Андреевича Копкова.

## Издания
- Копков, Александр Андреевич. «Слон» [Текст]: комедия в 4 актах; «Царь Потап»: драма в 3 актах / А. А. Копков; [предисл. С. Цимбала]. - Москва;  Ленинград: Советский писатель, Ленингр. отд-ние, 1964. - 168 с. : ил. ; 17 см. - 3000 экз.. - 0.34 р.
- Копков, А. А. Царь Потап : Драма в 3 актах / {Александр Копков}. — М. -Л. : Искусство [Напеч. в Л. ], 1939.
- Копков, А. А. Царь Потап : Драма в 3 актах / {Александр Копков}. — М. -Л. : Искусство [Напеч. в М. ], 1940.
- Копков, А. А. Слон : Комедия в 4 актах ; Царь Потап : Драма в 3 актах / {Александр Копков}. — М. -Л. : Сов. писатель. Ленингр. отд-ние, 1964.